# Serendipia cibernètica
Serendipia cibernètica (Cybernetic Serendipity) va ser una exposició d'art cibernètic, comissariada per Jasia Reichardt, que es va exhibir a l'Institut d'Art Contemporani de Londres, Anglaterra, entre el 2 d'agost i el 20 d'octubre del 1968. Posteriorment, aquesta exposició va girar per diferents museus i instituts dels Estats Units. Les dues parades que es van fer als Estats Units van ser a Corcoran Annex (Galeria d'Art de Corcoran), Washington, D.C, del 16 de juliol al 31 d'agost de 1969, i a l'Exploratorium de San Francisco, de l'1 de novembre al 18 de novembre de 1969.
Va ser la primera exposició que va intentar demostrar tots els aspectes de l'activitat creativa assistida per ordinador: l'art, la música, la poesia, la dansa, l'escultura, l'animació, etc. La idea principal va ser examinar el paper de la cibernètica a les arts contemporànies. L'exposició va incloure robots, poesia, música i màquines de pintura, així com tota mena d'obres on l'atzar va ser un ingredient important.

## Contingut

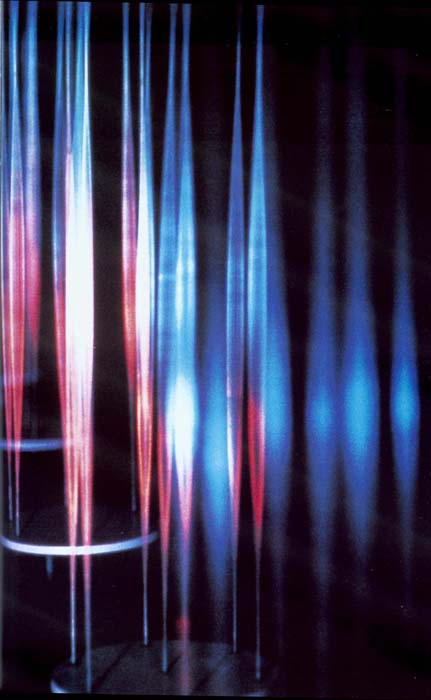
Sistema Wen-Ying Tsai 1 (1968) presentat a l'Institut d'Arts Contemporànies

Una part de l'exposició va tractar sobre algorismes i dispositius per poder crear música. Diverses exposicions es basaven en pamflets que descriuen els algorismes, mentre que altres mostraven la notació musical que s'havia produït per ordinadors. Els dispositius feien diferents efectes musicals i reproduïen cintes de sons fets per ordinadors. Peter Zinovieff va cedir part del seu equip d'estudi: els visitants de l'exposició podien cantar o taral·lejar una cançó en un micròfon, i l'equip improvisava una peça musical basada en la melodia.
Una altra part definia projectes informàtics com Five Screens With Computer de Gustav Metzger, que havia estat un projecte per a un nou hospital. Era una estructura programada per ordinador i una coreografia de dansa.

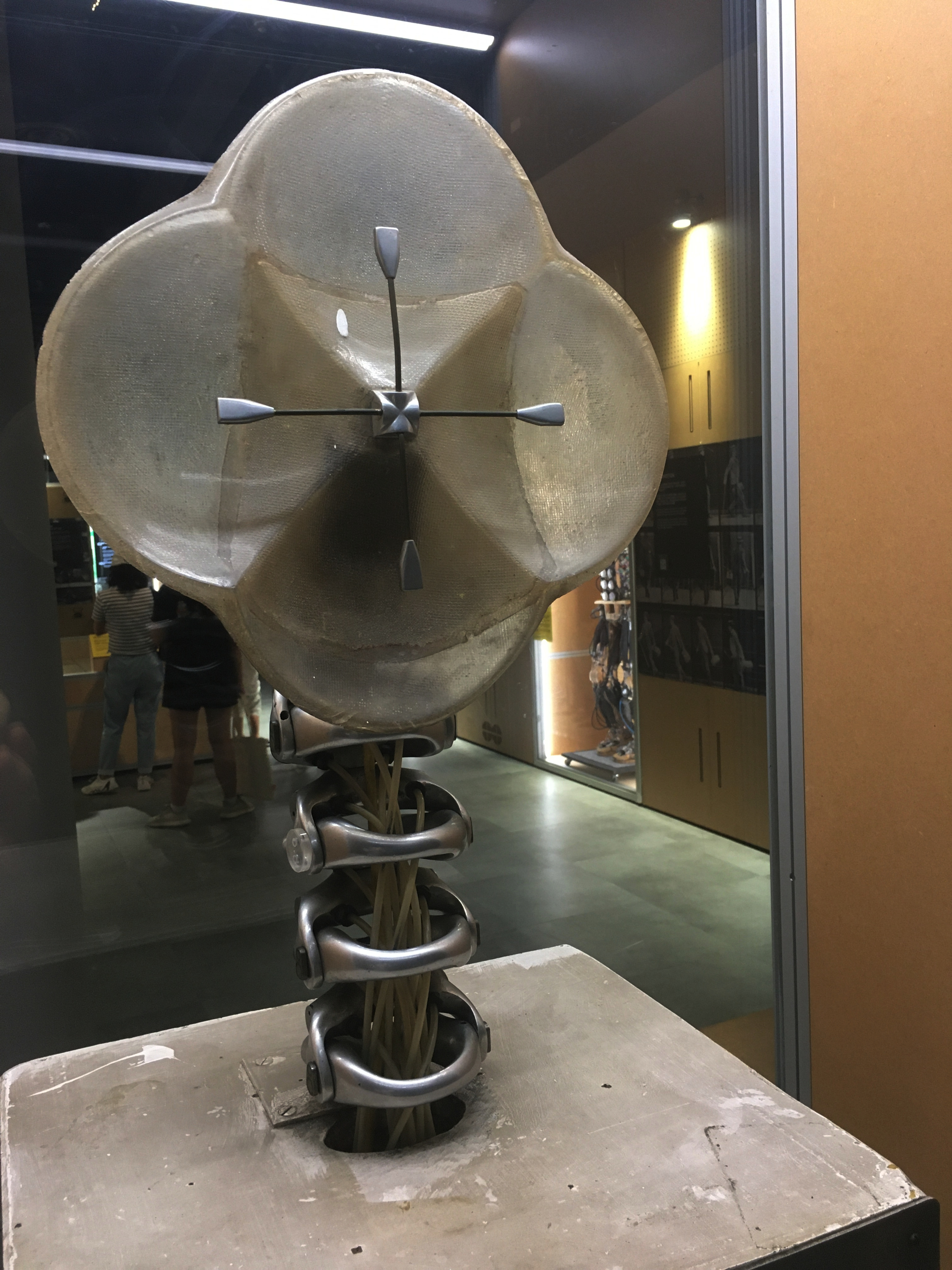
Edward Ihnatowicz Sound Activated Mobile (SAM) (1968), mostrat com a part de Cybernetic Serendipity

Les màquines, així com els llocs d'exposició van ser molt importants.Gordon Pask va fer una col·lecció de grans mòbils (Colloquy of Mobiles (1968)) amb parts interactives que permitien als espectadors unir-se a la conversa. Hi havia màquines que duien a terme entorns cinètics o bé exponien imatges en moviment. Bruce Lacey va exposar robots radiocontrolats, així com un mussol sensible a la llum. Nam June Paik estava representat per Robot K-456 i televisors amb imatges distorsionades. Jean Tinguely va oferir dues màquines de pintura. L'oïda hidràulica biomòrfica d' Edward Ihnatowicz (Sound Activated Mobile (SAM, 1968) es va girar cap als sons i l'Albert 1967 de John Billingsley es va girar cap a la llum. Wen-Ying Tsai oferí escultures cibernètiques interactives. Van haver artistes que van exposar màquines que dibuixaven patrons que el visitant podia endur-se, o involucraven als visitants en jocs. El dibuixant Rowland Emett va dissenyar l'ordinador mecànic Forget-me-not, que va ser encarregat per Honeywell.
Una altra secció de l'exposició es dedicava a analitzar la capacitat que podia tenir l'ordinador per produir text, tant assajos com poesia. Diferents programes van produir Haiku, contes infantils i assaigs. Un dels primers poemes generats per ordinador, que era d'Alison Knowles i James Tenney, es va incloure a l'exposició i al catàleg.
Les pel·lícules que es van generar mitjançant ordinadors estaven representades per les permutacions de John Whitney i un film de Bell Labs sobre la seva tecnologia per produir pel·lícules. Algunes mostres incloïen imatges de tesseractes que donaven voltes en quatre dimensions, un satèl·lit que orbitava la Terra i una estructura de dades animada.
Es van representar gràfics per ordinador, amb imatges produïdes amb oscil·loscopis de raigs catòdics i plotters digitals. Hi havia pòsters i gràfics diversificats que parlaven sobre el poder dels ordinadors per fer càlculs complexos. Hi havia gràfics que mostraven un Mondrian simulat, així com la icònica espiral de quadrats decreixents que apareixia al cartell i al llibre de l'exposició. La companyia Boeing va exhibir el seu ús de gràfics de filferro.
Per a poder demostrar la importància de la música en aquest espectacle, l'ICA va dur a terme un àlbum de deu cançons: Cybernetic Serendipity Music. Entre els artistes destacats hi havia Iannis Xenakis, John Cage i Peter Zinovieff, un detall de la partitura gràfica dels quals per a "Four Sacred April Rounds" (1968) es va utilitzar com a portada.

## Assistència
La revista Time va determinar que van haver-hi 40.000 persones que van visitar la mostra de Londres. Es calcula que, en veritat, es va poder arribar de 44.000 a 60.000 espectadors. Sigui com sigui, l'ICA no va calcular els visitants de manera exacta.

## Després dels efectes
L'exposició va oferir l'energia per a la formació de la British Computer Arts Society que va continuar investigant la interacció entre la ciència, la tecnologia i l'art, i va fer exposicions (per exemple Event One al Royal College of Art). L'Exploratorium va adquirir diverses peces l'any 1971. Avui dia aquestes peces segueixen en exposició.
L'any 2014 l'ICA va fer una exposició retrospectiva Cybernetic Serendipity: A Documentation. Aquesta exposició incloïa documents, fotografies d'instal·lacions, comentaris de premsa i diferents publicacions, així com una sèrie de debats. En un d'aquests, hi va formar part Peter Zinovieff. Coincidint amb l'exposició, Cybernetic Serendipity Music es va reeditar com a LP de vinil d'edició limitada de The Vinyl Factory.
El Victoria and Albert Museum va celebrar el seu 50è aniversari el 2018, amb una exposició. Aquesta era titulada "Chance and Control: Art in the Age of Computers". Va incloure obres d'artistes que ja havien aparegut a l'exposició original de l'ICA, a més de nous que estaven relacionats. "Chance and Control" va fer una gira posterior a Chester Visual Arts i Firstsite, Colchester.
El 2022, l' Escola de Cibernètica de la Universitat Nacional d'Austràlia va fer començar l'escola presentant una exposició Australian Cybernetic: a point through time . L'exposició va incloure obres de Cybernetic Serendipity (1968), Australia '75: Festival of Creative Arts and Science (1975) i peces contemporànies, que havien estat una comissió per l'Escola de Cibernètica. En definir l'exposició Cybernetic Serendipity, l'escola va assegurar que "representava punts d'expansió de la imaginació cibernètica" i era una "innovació".